# Peter Diamond
Peter Arthur Diamond (Nova Iorque, 29 de abril de 1940) é um economista estadunidense.
Conhecido por sua análise da política da seguridade social americana e por seu trabalho como conselheiro no Conselho Consultivo sobre a Seguridade Social em fins dos anos 1980 e princípio dos 1990. Foi galardoado com o Prêmio Nobel de Economia em 2010, junto a Dale Mortensen e Christopher Pissarides, por "sua análise dos mercados com fricções de procura".
Diamond, associado à escola dos novos keynesianos, publicou, em 1982, um dos primeiros papers acadêmicos que modelaram explicitamente a heterogeneidade de firmas e trabalhadores e como o processo de busca pode resultar em desemprego de equilíbrio. 
Ele também analisou a Seguridade Social dos EUA e de outros países, como a China, além de outros programas de bem-estar social. Diamond propôs ajustes de políticas públicas, como aumentos na contribuição dos trabalhadores para a Seguridade Social, levando-se em conta a extensão da expectativa da vida nos países, e uma maior taxação dos salários e outros rendimentos.